# Burton L. King
Burton L. King (25 de agosto de 1877 – 4 de mayo de 1944), también conocido como Mr. King, fue un director, productor y actor cinematográfico de nacionalidad estadounidense, activo en la época del cine mudo. 

## Biografía
Nacido en Cincinnati, Ohio, su nombre completo era Burton Lorain King, y empezó a trabajar en el cine en los años 1910 para la Broncho Film Company. 
A lo largo de su carrera dirigió un total de 141 filmes desde 1913 a 1934. También produjo más de treinta y actuó en 29. Además fue guionista y director de producción. En los primeros años 1920 colaboró con el famoso "mago" Harry Houdini, al que dirigió en dos películas, The Master Mystery (1920) y The Man from Beyond (1922). Otra de sus destacadas producciones fue The Lost Battalion (1919).
Burton L. King falleció en Hollywood, California, en 1944. Fue enterrado en el Cementerio Inglewood Park, en Inglewood (California).

## Selección de su filmografía

### Director

#### 1913
| - The Pride of the South - The Grey Sentinel - A Southern Cinderella - Past Redemption - For Love of the Flag - The Miser - A True Believer - The Failure of Success - Heart Throbs - A Wartime Mother's Sacrifice - The Madcap | - The Land of Dead Things - Loaded Dice - The Forgotten Melody - The Reaping - From Out the Storm - For Mother's Sake - The Impostor - The Efficacy of Prayer - The Claim Jumper - The Maelstrom |

#### 1914
| - The Masked Dancer - How God Came to Sonny Boy - Tainted Money | - Ginger's Reign - Auntie |

#### 1915
| - Scars - Robert Thorne Forecloses - The Hut on Sycamore Gap - The Odd Slipper - The Vaudry Jewels - The Eagle and the Sparrow - When Jealousy Tumbled - Alice of the Lake - The Love of Mary West - Iole the Christian - The Honor of the Camp - The Voice of Eva - The Reaping - Her Career - Roses and Thorns - The Yellow Streak - The Last of the Stills - Across the Desert - Two Brothers and a Girl - Mother's Birthday - A Modern Enoch Arden | - Under the Crescent - Polishing Up Polly - Across the Footlights - A Second Beginning - Her Own Blood - The Advisor - Pup the Peacemaker - The Parson Who Fled West - The Opening Night - The Burden Bearer - Out of the Flames - Where Happiness Dwells - The Doughnut Vender - The Valley of Regeneration - For Professional Reasons - Into the Dark - In the Sunset Country - In the Heart of the Hills - Cocksure Jones, Detective - Shoo Fly - The Markswoman |

#### 1916
| - The Manicure Girl - Man and His Angel - The Reapers - The Spell of the Yukon - The Eternal Question - The Devil at His Elbow - Power of the Cross - The Flower of Faith - Converging Paths | - Only a Rose - Out of the Shadows - Extravagance - The Girl Detective - Hedge of Heart's Desire - The Black Butterfly - The Right Hand Path - Just a Song at Twilight |

#### 1917
| - In Payment of the Past - The Making of Bob Mason's Wife - Glory, codirigida con Francis J. Grandon - The Waiting Soul - The Goddess of Chance - The Soul of a Magdalen - The Last of Her Clan - Won in the Stretch | - The Return of Soapweed Scotty - The Framed Miniature - The Font of Courage - The Heart of Jules Carson - To the Death - The Silence Sellers - More Truth Than Poetry - Public Defender |

#### 1918
| - Her Husband's Honor | - Treason |

#### 1919
| - The Lost Battalion | - A Scream in the Night |

#### 1920
| - Wit Wins - The Discarded Woman - The Master Mystery, codirigida con Harry Grossman - Why Women Sin | - A Common Level - The Common Sin - For Love or Money |

#### 1921-1922-1923
| - Everyman's Price (1921) - The Man from Beyond (1922) - Captain Kidd (1922) - The Streets of New York (1922) | - None So Blind (1923) - The Empty Cradle (1923) - The Fair Cheat (1923) |

#### 1924
| - The Masked Dancer - The Truth About Women - The Man Without a Heart | - Those Who Judge - Playthings of Desire |

#### 1925
| - The Mad Dancer - A Little Girl in a Big City - The Police Patrol | - Ermine and Rhinestones - Counsel for the Defense |

#### 1927
| - Broadway Madness | - A Bowery Cinderella |

#### 1928
| - Satan and the Woman - Women Who Dare - The Adorable Cheat | - Manhattan Knights - The House of Shame - Broken Barriers |

#### 1929
| - The Dream Melody - Daughters of Desire | - In Old California |

#### 1934
- When Lightning Strikes (1934)

### Productor
- Won in the Stretch, de Burton L. King (1917)
- The Discarded Woman, de Burton L. King (1920)

### Actor
| - Through the Drifts (1912) - A Mexican Courtship, de Wilbert Melville (1912) - The Handicap - The Salted Mine, de Romaine Fielding (1912) - The Ingrate, de Romaine Fielding (1912) - The Halfbreed's Treachery (1912) - A Western Courtship, de Romaine Fielding (1912) - The Ranger's Reward - The Detective's Conscience - The Sand Storm - Parson James - The Sheriff's Mistake, de Francis J. Grandon (1912) | - A Fugitive from Justice - Three Girls and a Man - Ranch Mates - Struggle of Hearts - A Lucky Fall - The End of the Feud (1912) - The Love Token (1913) - The Girl of the Sunset Pass - The Battle of Gettysburg, de Charles Giblyn y Thomas H. Ince (1913) - Good for Evil, de Romaine Fielding (1913) - The Winner (1913) |